# Juan David Cabal
Juan David Cabal Murillo (* 8. Januar 2001 in Cali) ist ein kolumbianischer Fußballspieler. Er spielt als linker Außenverteidiger und steht bei Juventus Turin unter Vertrag. 

## Vereinskarriere
Nach 33 Serie-A-Partien in der Serie A mit Hellas Verona wechselte Cabal im Sommer 2024 zu Juventus Turin. Der Defensivallrounder unterschrieb einen langfristigen Vertrag bis 2029.
Im November 2024 zog sich Cabal im Training mit der Nationalmannschaft einen Kreuzbandriss zu, der das vorzeitige Saisonende für ihn bedeutete.